# قولان
قولان هي قرية في مقاطعة جلفا، إيران. عدد سكان هذه القرية هو 491 في سنة 2006.